# Сони Ериксон Z710
Сони Ериксон Z710 је модел телефона из сониериксонове Z серије.

## Варијанте
- Z710i
- Z710c
- w710i

## Карактеристике

#### Поруке
- СМС
- ММС
- Т9 текст
- Имејл
- Аудио-запис
- ЛМС

#### Бежична комуникација
- Блутут
- IrDA
- GPRS
- USB подршка
- EDGE

#### Меморија
- 10 MB - интерна

#### Димензије
- 88x48x24.5 mm

#### Маса
- 101g

#### Дисплеј
- 262.144 боја, ТФТ екран
- 176x220 пиксела